# Йоахім Шепке
Густав Вільгельм Йоахім Шепке (нім. Gustav Wilhelm Joachim Schepke; 8 березня 1912, Фленсбург — 17 березня 1941, Північна Атлантика) — німецький офіцер-підводник, капітан-лейтенант крігсмаріне. Кавалер Лицарського хреста Залізного хреста з дубовим листям.

## Біографія
Почав кар'єру моряка у квітні 1930 року. Два роки плавав на крейсері. Як і Гюнтер Прін, потрапив на підводний флот в жовтні року 1935 року. Потім він 18 місяців був інструктором в торпедної школі Фленсбурга, а 29 жовтня 1938 року став командиром навчального підводного човна U-3, на якому здійснив 3 походи (всього 24 дні в морі). 3 січня 1940 року прийняв командування над U-19 і потопив 9 суден з сумарним тоннажем 15 715 брт.
30 травня 1940 року був направлений на U-100, новий човен типу VIIB. У першому поході з Кіля в Лор'ян потопив 6 суден загальним тоннажем 26 812 брт, і пошкодив одне судно.
Прославився у вересні 1940 року: у другому поході на U-100, який тривав 14 днів, в ніч з 21 на 22 вересня всього за три години він потопив 7 суден сумарним тоннажем 50 340 брт.
17 березня 1941 року під час атаки конвою HX 112 ПЧ U-100 протаранив британський есмінець «Венок» на 61 ° північної широти, 12 ° західної довготи. Майже всі члени екіпажу загинули, врятувались лише 6 матросів. Шепке, який перебував на капітанському містку, загинув на місці, будучи розчавленим між носом есмінця і приладами спостереження.
Всього за час бойових дій Шепке потопив 26 ворожих суден (153 677 брт) і пошкодив 4 кораблі (7 229 брт).

## Звання
- Кандидат в офіцери (1 квітня 1930)
- Морський кадет (9 жовтня 1930)
- Фенріх-цур-зее (1 січня 1932)
- Оберфенріх-цур-зее (1 квітня 1934)
- Лейтенант-цур-зее (1 жовтня 1934)
- Оберлейтенант-цур-зее (1 червня 1936)
- Капітан-лейтенант (1 червня 1939)

## Нагороди
- Медаль «За вислугу років у Вермахті» 4-го класу (4 роки)
- Залізний хрест
  - 2-го класу (1939)
  - 1-го класу (27 лютого 1940)
- Нагрудний знак підводника (1940)
- Лицарський хрест Залізного хреста з дубовим листям
  - Лицарський хрест (24 вересня 1940)
  - Дубове листя (№ 7; 1 грудня 1940) — третій кавалер у крігсмаріне.
- 6 разів відзначений у Вермахтберіхт